# Бєлов Євген Миколайович (лижник)
Євген Миколайович Бєлов (7 серпня 1990 , Сисертський міський округ, Свердловська область ) — російський лижник, бронзовий призер чемпіонату світу 2013 року, переможець етапу Кубка світу, дворазовий чемпіон світу серед молоді, срібний призер лижних перегонів Тур де Скі 2015.

## Кар'єра
На юніорському рівні двічі здобував срібну медаль чемпіонатів світу, на молодіжних чемпіонатах світу має у своєму доробку дві золоті та три срібні медалі.
У Кубку світу Бєлов дебютував 20 листопада 2010 року. Має у своєму доробку три естафетні перемоги на етапі Кубка світу. Найкращий результат Бєлова в особистих перегонах на етапах Кубка світу - перемога в перегонах з роздільним стартом на 15 км у Швейцарському Давосі 16 грудня 2018 року. Найкраще досягнення Бєлова в загальному заліку Кубка світу - 5-те місце у сезоні 2014-2015.
За свою кар'єру взяв участь у п'яти чемпіонатах світу, найкращі досягнення: бронзова медаль в естафеті 4 × 10 км на чемпіонаті світу 2013 року, а в особистих перегонах - 8-ме місце в скіатлоні на 30 км на чемпіонаті світу 2015 року.
Використовує лижі виробництва фірми Atomic, черевики Alpina.

## Дискваліфікація
1 листопада 2017 року Міжнародний олімпійський комітет визнав його винним у порушенні антидопінгових правил. МОК довічно заборонив Євгенові Бєлову виступати на Олімпіадах та анулював його результати з Олімпійських ігор 2014 року. Спортсмен подав апеляцію і 1 лютого 2018 року Спортивний арбітражний суд її повністю задовольнив. Як наслідок, визнано відсутність порушення антидопінгових правил та скасовано довічну дискваліфікацію. Результати виступу на Олімпійських іграх у Сочі повністю відновлено.

## Результати за кар'єру
Усі результати наведено за даними Міжнародної федерації лижного спорту.

### Олімпійські ігри
| Рік  | Вік | 15 км індивідуальні пер. | 30 км скіатлон | 50 км мас-старт | Спринт | 4 × 10 км естафета | Командна першість спринт |
| ---- | --- | ------------------------ | -------------- | --------------- | ------ | ------------------ | ------------------------ |
| 2014 | 23  | 25                       | 18             | —               | —      | —                  | —                        |

### Чемпіонати світу
- 1 medal – (1 bronze)

| Рік  | Вік | 15 км індивідуальні пер. | 30 км скіатлон | 50 км мас-старт | Спринт | 4 × 10 км естафета | Командна першість спринт |
| ---- | --- | ------------------------ | -------------- | --------------- | ------ | ------------------ | ------------------------ |
| 2011 | 20  | 37                       | —              | —               | 37     | —                  | —                        |
| 2013 | 22  | —                        | 11             | —               | —      | Бронза             | —                        |
| 2015 | 24  | 10                       | 8              | —               | —      | 4                  | —                        |
| 2019 | 28  | —                        | 17             | 25              | —      | —                  | —                        |
| 2021 | 30  | —                        | 23             | 19              | —      | —                  | —                        |

### Кубки світу

#### Підсумкові місця в Кубку світу за роками
| Сезон | Вік | Місце в дисципліні | Місце в дисципліні | Місце в дисципліні | Місце в Скі Тур | Місце в Скі Тур | Місце в Скі Тур | Місце в Скі Тур   | Місце в Скі Тур |
| Сезон | Вік | Загалом            | Дистанція          | Спринт             | Nordic Opening  | Tour de Ski     | Скі Тур 2020    | Кубок світу Final | Скі Тур Канада  |
| ----- | --- | ------------------ | ------------------ | ------------------ | --------------- | --------------- | --------------- | ----------------- | --------------- |
| 2011  | 20  | 31                 | 25                 | 86                 | 11              | —               | Н/Д             | 17                | Н/Д             |
| 2012  | 21  | 32                 | 26                 | 89                 | 7               | —               | Н/Д             | 23                | Н/Д             |
| 2013  | 22  | 16                 | 12                 | 99                 | 10              | —               | Н/Д             | 10                | Н/Д             |
| 2014  | 23  | 38                 | 24                 | 55                 | 24              | —               | Н/Д             | 20                | Н/Д             |
| 2015  | 24  | 5                  | 3                  | 43                 | 13              | 2               | Н/Д             | Н/Д               | Н/Д             |
| 2016  | 25  | 18                 | 14                 | НК                 | 34              | 11              | Н/Д             | Н/Д               | 21              |
| 2017  | 26  | 110                | 70                 | —                  | —               | —               | Н/Д             | —                 | Н/Д             |
| 2018  | 27  | 42                 | 35                 | НК                 | 12              | —               | Н/Д             | 22                | Н/Д             |
| 2019  | 28  | 26                 | 14                 | 84                 | —               | —               | Н/Д             | —                 | Н/Д             |
| 2020  | 29  | 36                 | 27                 | 90                 | —               | —               | 12              | Н/Д               | Н/Д             |
| 2021  | 30  | 7                  | 5                  | 33                 | 8               | 6               | Н/Д             | Н/Д               | Н/Д             |

#### П'єдестали в особистих дисциплінах
- 1 перемога – (1 КС, 0 ЕКС)
- 8 п'єдесталів – (4 КС, 4 ЕКС)

| № | Сезон   | Дата            | Місце пров.                | Перегони               | Рівень           | Місце |
| - | ------- | --------------- | -------------------------- | ---------------------- | ---------------- | ----- |
| 1 | 2013–14 | 19 січня 2014   | Шклярська Поремба (Польща) | 15 км мас-старт К      | Кубок світу      | 2-ге  |
| 2 | 2014–15 | 7 січня 2015    | Добб'яко (Італія)          | 10 км індивідуальні К  | Етап Кубка світу | 2-ге  |
| 3 | 2014–15 | 8 січня 2015    | Добб'яко (Італія)          | 25 км переслідування В | Етап кубка світу | 3-тє  |
| 4 | 2014–15 | 3–8 січня 2015  | Тур де Скі                 | Заг. залік             | Кубок світу      | 2-ге  |
| 5 | 2014–15 | 23 січня 2015   | Рибинськ (Росія)           | 15 км індивідуальні В  | Кубок світу      | 2-ге  |
| 6 | 2015–16 | 11 березня 2016 | Canmore (Канада)           | 15 км індивідуальні В  | Етап Кубка світу | 2-ге  |
| 7 | 2018–19 | 16 грудня 2018  | Давос (Швейцарія)          | 15 км індивідуальні В  | Кубок світу      | 1-ше  |
| 8 | 2020–21 | 6 січня 2021    | Добб'яко (Італія)          | 15 км переслідування К | Етап Кубка світу | 3-тє  |

#### П'єдестали в командних дисциплінах
- 3 перемоги – (3 Ес)
- 9 п'єдесталів – (9 Ес)

| № | Сезон   | Дата              | Місце пров.            | Перегони                | Рівень      | Місце | Тов. по команді                  |
| - | ------- | ----------------- | ---------------------- | ----------------------- | ----------- | ----- | -------------------------------- |
| 1 | 2010–11 | 21 листопада 2010 | Єлліваре (Швеція)      | Естафета 4 × 10 км К/В  | Кубок світу | 2-ге  | Вилегжанін / Сєдов / Легков      |
| 2 | 2010–11 | 19 грудня 2010    | Ла-Клюза (Франція)     | Естафета 4 × 10 км К/В  | Кубок світу | 2-ге  | Легков / Сєдов / Вилегжанін      |
| 3 | 2010–11 | 6 лютого 2011     | Рибинськ (Росія)       | Естафета 4 × 10 км К/В  | Кубок світу | 1-ше  | Вилегжанін / Сєдов / Легков      |
| 4 | 2012–13 | 25 листопада 2012 | Єлліваре (Швеція)      | Естафета 4 × 7,5 км К/В | Кубок світу | 3-тє  | Вилегжанін / Легков / Черноусов  |
| 5 | 2015–16 | 24 січня 2016     | Нове Место (Чехія)     | Естафета 4 × 7,5 км К/В | Кубок світу | 2-ге  | Легков / Червоткін / Устюгов     |
| 6 | 2016–17 | 18 грудня 2016    | Ла-Клюза (Франція)     | Естафета 4 × 7,5 км К/В | Кубок світу | 2-ге  | Легков / Червоткін / Устюгов     |
| 7 | 2018–19 | 9 грудня 2018     | Beitostølen (Норвегія) | Естафета 4 × 7,5 км К/В | Кубок світу | 2-ге  | Большунов / Спіцов / Мельниченко |
| 8 | 2018–19 | 27 січня 2019     | Ульрісегамн (Швеція)   | Естафета 4 × 7,5 км К/В | Кубок світу | 1-ше  | Безсмертних / Спіцов / Мальцев   |
| 9 | 2019–20 | 8 грудня 2019     | Ліллегаммер (Норвегія) | Естафета 4 × 7,5 км К/В | Кубок світу | 1-ше  | Якимушкін / Порошкін / Устюгов   |